# Гудзяк Теодор Михайлович
Теодор Михайлович Ґудзяк (нар. 6 серпня 1958, Поморяни) — український політик, міський голова Винників у 2006—2010 роках.

## Життєпис
Народився 6 серпня 1958 р. в смт Поморяни. Золочівського району Львівської області. Батьки — селяни.
В 1950—1957 роках перебували на спецпоселенні в Сибіру. В 1991 р. реабілітовані.
Українець, член партії «Наша Україна», одружений, дочка 1981 р.н.
Освіта вища, закінчив інженерно-будівельний факультет Національного Університету Львівська політехніка.
Вільно володіє російською та польською мовами, англійською із словником.
До 1991 року працював у будівельних організаціях міністерства сільського будівництва УРСР. Весною 1991 року перейшов на постійну працю в громадську організацію «Українська молодь — Христові», де був обраний заступником голови.
В 1988—1990 роках брав участь у діяльності Української Гельсінської Спілки (УГС) та виконував доручення підпільних структур УГКЦ.
В 1989—1990 роках був одним з організаторів і членом Управи осередку Народного Руху України у Винниках.
1990—1999 р.р. брав участь, та очолював делегації Української молоді на щорічних міжконфесійні зустрічі європейської молоді «Тезе».
В 1990 році працював в оргкомітеті з'їзду «Українська молодь — Христові» який відбувся у вересні цього ж року.
В 1991 році був головою Українського оргкомітету всесвітніх днів молоді які проходили в Честохові (Польща). В цьому році брав участь в утворені Українського Національного комітету молодіжних організацій(УКМО).
В 1992 році був делегатом першого Всесвітнього Форуму Українців в Києві.
В1993 році працював заступником голови оргкомітету ІІ-го Всеукраїнського з'їзду «Українська молодь — Христові» та був обраний заступником голови Світового християнського конгресу.
1994 році обраний головою організації «Українська молодь — Христові» .
В1995 році працював директором міжнародного міжконфесійного табору «Злагода», учасниками якого були представники п'яти християнських конфесій.
В1996 році був головою оргкомітету Всесвітнього з'їзду «Українська молодь — Христові» в якому взяла участь молодь з дванадцяти країн світу. В цьому ж році працював в Ювілейному комітеті відзначення 400- річчя Берестейської Унії, а також був делегатом та співголовою молодіжної комісії Патріаршого Собору УГКЦ.
В 1997 році був одним з ініціаторів утворенням Ради молодіжних організацій Львівщини, членом Колегії Львівського обласного Управління молодіжної політики фізкультури та спорту. Як делегат, брав участь у Першому конгресі молоді у Києві. Очолював Українських оргкомітет Всесвітніх днів молоді в Парижі та був обраний членом Патріаршої молодіжної Комісії УГКЦ.
В 1998 році — обраний делегатом Собору Львівської Архиєпархії УГКЦ та членом Львівського обласного оргкомітету по відзначенню 2000 літтю від народження Христа.
В 1999 році був співорганізатором та заступником голови оргкомітету Всеукраїнського з'їзду Християнської молоді в Києві, в якому взяли участь представники 8-ми найбільших Церков в Україні. В цьому ж році був делегатом всеукраїнському форуму «Молодь за майбутнє України»
В 1998—2003 р.р. шеф-редактор всеукраїнського часопису «Вірую».
З 1999 року постійний учасник круглих столів на релігійну тематику «Українського центру економічних і політичних досліджень імені О. Розумкова».
З 2000 року, член міжконфесійної ради християнської молоді України.
У 2001 році обраний головою Львівської обласної організації «Українська молодь — Христові».
У вересні 2004 року став членом партії «Наша Україна» і очолив осередок партії у Винниках.
24 листопада 2004 року став співголовою створеного у Винниках Комітету захисту Конституції.
Постійний учасник заходів Представництва Фонду Конрада Аденауера в Україні.
Брав участь у розробці «Концепції державної політики стосовно релігії і Церкви в Україні», «Концепції екуменічної позиції УГКЦ», «Концепції молодіжної політики у Львівській області».
Двічі в 2002 та 2004 році нагороджений Почесною грамотою голови Львівської облдержадміністрації.
З 2006 до 2010 року був міським головою міста Винники.
10 лютого 2010 року Теодора Гудзяка затримали під час отримання ним хабаря у розмірі кілька тисяч доларів за вирішення питання щодо виділення земельної ділянки площею 0,07 га, розташованої майже в центрі міста. Однак 5 грудня 2011 року Апеляційний суд Львівської області виправдав Теодора Гудзяка скасувавши рішення Шевченківського районного суду.

## Автор
Автор публікацій на молодіжну політичну духовну моральну тематику в українській та закордонній пресі.